# حضارة إلب

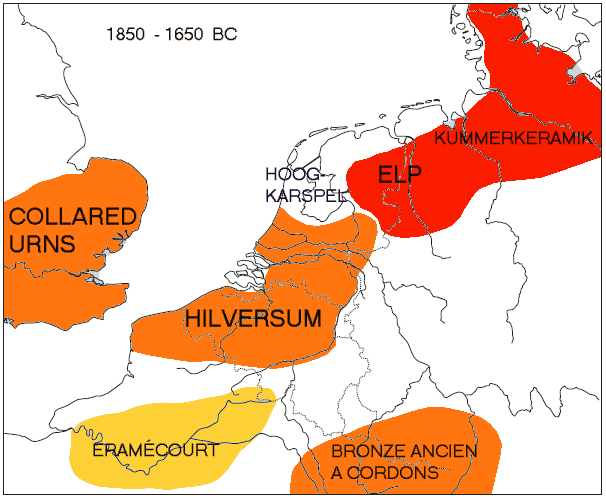
موقع ثقافة الألب

حضارة إلب (حوالي 1800-800 قبل الميلاد)  هي حضارة العصر البرونزي في هولندا ووجود ما يميزها من فخار خزف منخفض الجودة معروف باسم "Kümmerkeramik" (أيضاً "Grobkeramik") كعلامة. وتتميز المرحلة الأولى بالجثوات (1800-1200 قبل الميلاد)، والمرتبطة بقوة بالجثوات المعاصرة في ألمانيا الشمالية والدول الاسكندنافية، وعلى ما يبدو تتعلق بحضارة التلال الجنائزية (1600-1200 قبل الميلاد) في وسط أوروبا.